# Le Bon Marché
Este artículo trata sobre el gran almacén francés.  Para la antigua cadena de grandes almacenes estadounidense, véase The Bon Marché.  Para la cadena minorista de ropa británica propiedad de Sun European Partners, véase Bonmarché.

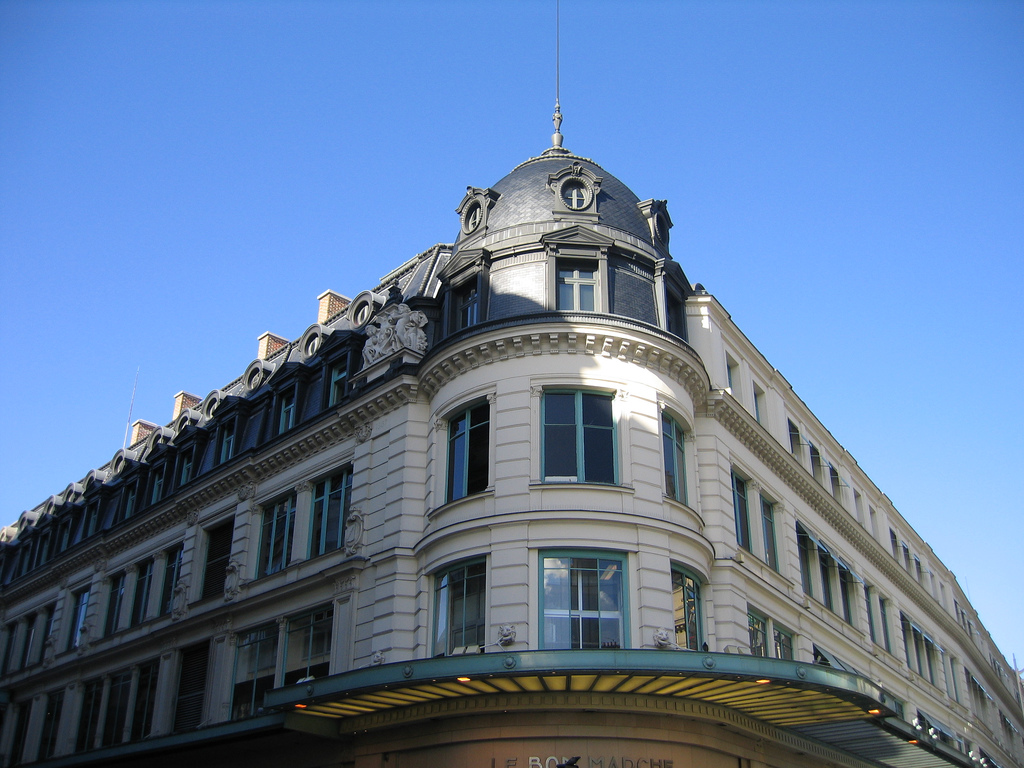
Le Bon Marché

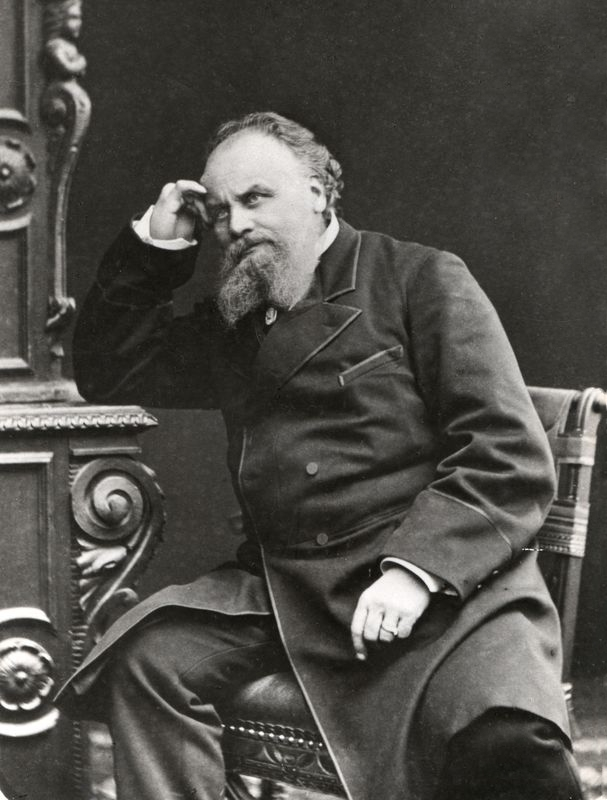
Aristide Boucicaut (1810-1877).

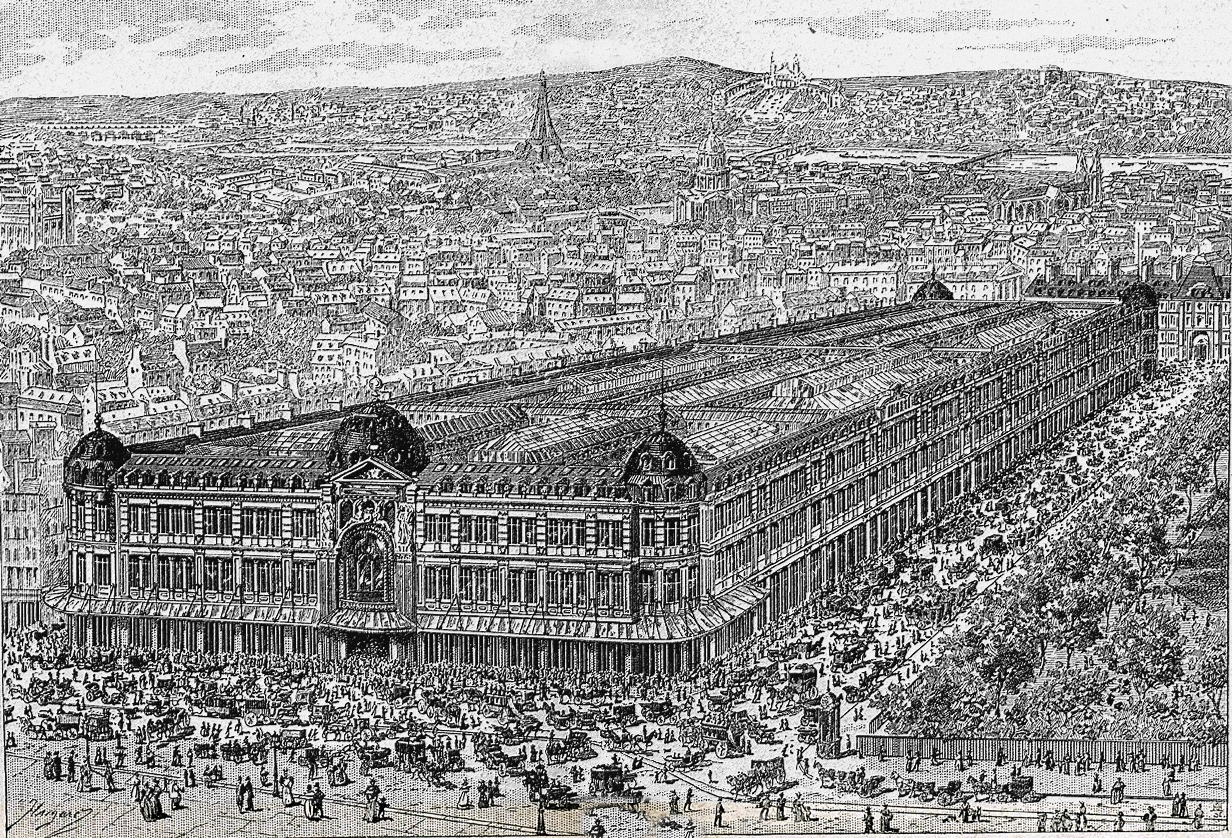
"Au Bon Marché"

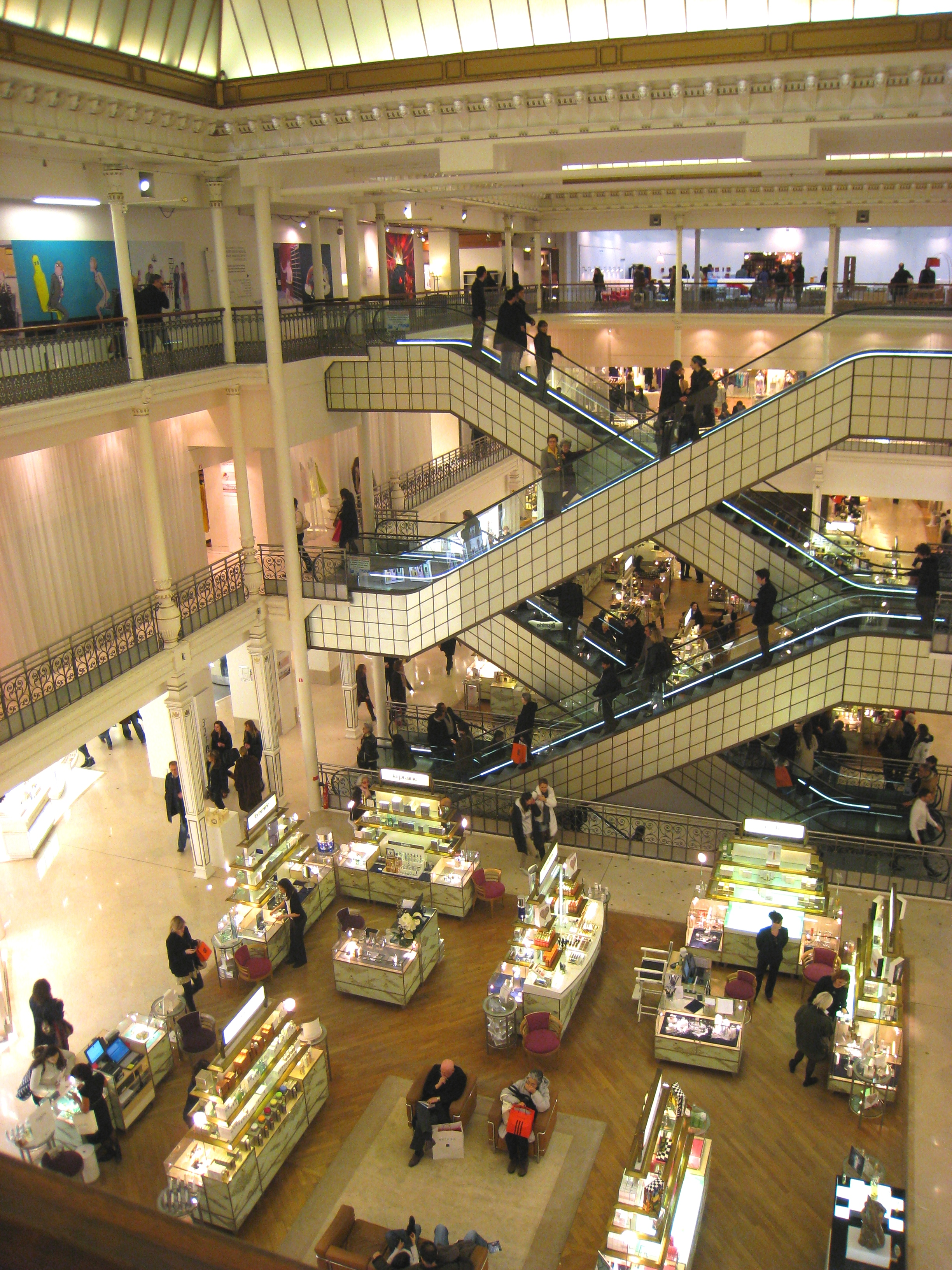
Interiores

Le Bon Marché ("el buen mercado" o "el buen trato" en francés pronunciación en francés: /lə bɔ̃ maʁʃe/) es el nombre de un gran almacén que se encuentra entre los más famosos de París, Francia. Se le denomina, erróneamente, el primer gran almacén del mundo, pero en realidad ese honor corresponde a Bainbridge's en Newcastle upon Tyne (Inglaterra). Aunque esto puede depender de la definición de 'gran almacén'. Quizás haya sido el primer edificio diseñado específicamente para albergar una tienda en París. El fundador fue Aristide Boucicaut.

## Historia
El almacén nació, en 1838, como una pequeña tienda de París, y continuó como almacén de productos a precio fijo en 1852. El negocio tuvo éxito y Louis Auguste Boileau construyó un nuevo edificio para la tienda en 1867.  Louis Charles Boileau, su hijo, continuó con la tienda en la década de 1870 y pidió colaboración a la compañía de Gustave Eiffel para parte de su estructura. Louis-Hippolyte Boileau, nieto de Louis Auguste, trabajó en una extensión de la tienda en la década de 1920.
Tras adoptar como emblema los anillos entrelazados en 1914, Pierre de Coubertin encargó que la bandera olímpica oficial se hiciera en este gran almacén para los Juegos Olímpicos de Berlín de 1916. Se estrenó en los Juegos Olímpicos de Amberes de 1920.

## Lecturas recomendadas
El Bon Marché.  Bourgeois Culture and the Department Store, 1869–1920, por Michael B. Miller, una publicación en inglés con la historia del gran almacén.
El paraíso de las damas, Emilio Zola, 1883. La undécima novela de la serie Rougon-Macquart de Zola. Documenta el nacimiento de la venta moderna, los cambios en el urbanismo y la arquitectura, considera el feminismo, analiza el deseo en el mercado y cuenta al modo de la Cenicienta la vida de los Boucicaut que, en la novela, aparecen como Octave Mouret y Baudu Denise. Una de las novelas más positivas de Zola acerca de los cambios en la sociedad durante el Segundo Imperio.
Bernard Marrey, Les Grands Magasins des origines de 1939 (París: Picard, 1979)